# Пам'ятник зціленому хворому

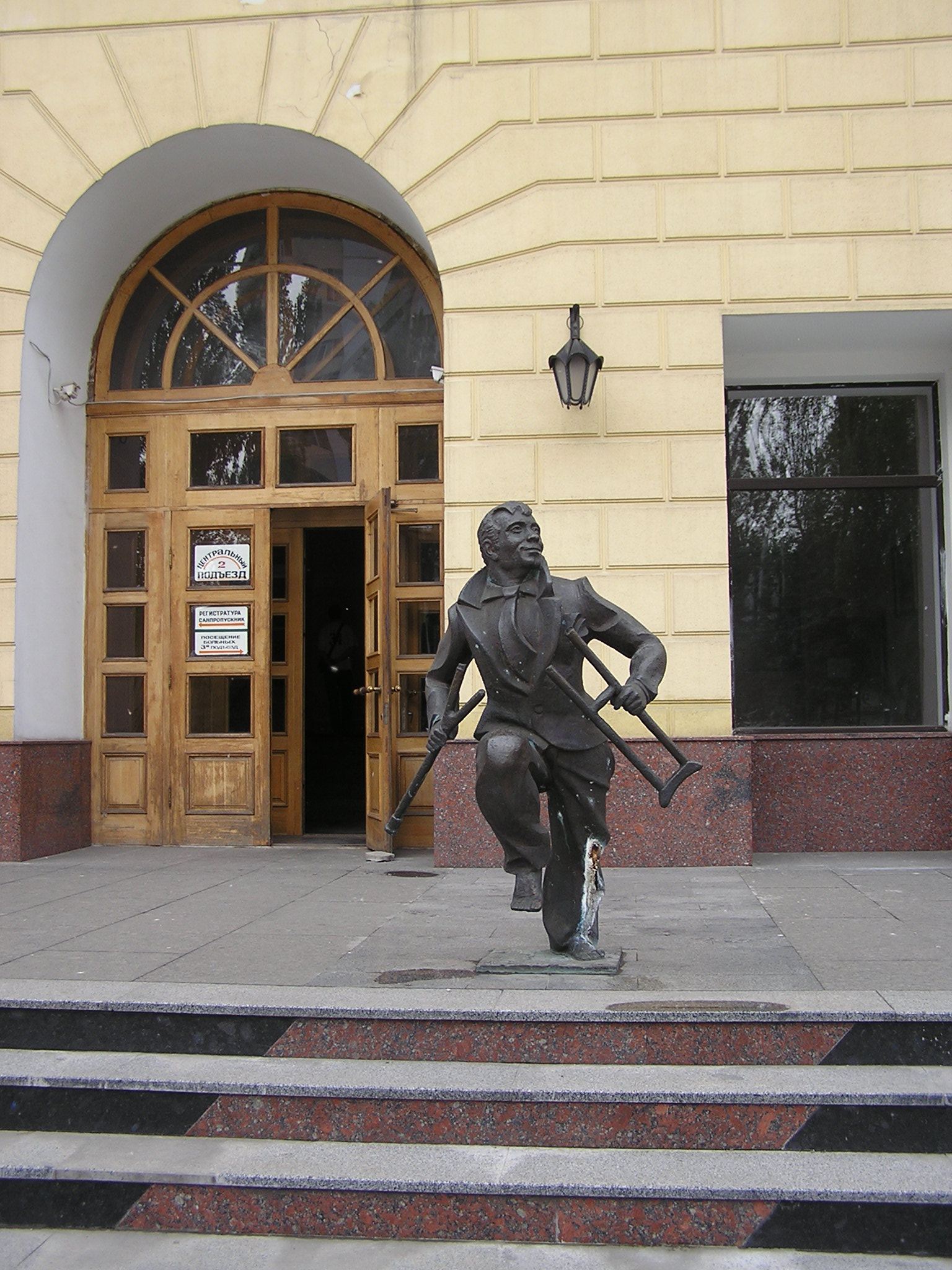
Пам'ятник зціленому хворому біля головного входу в будинок

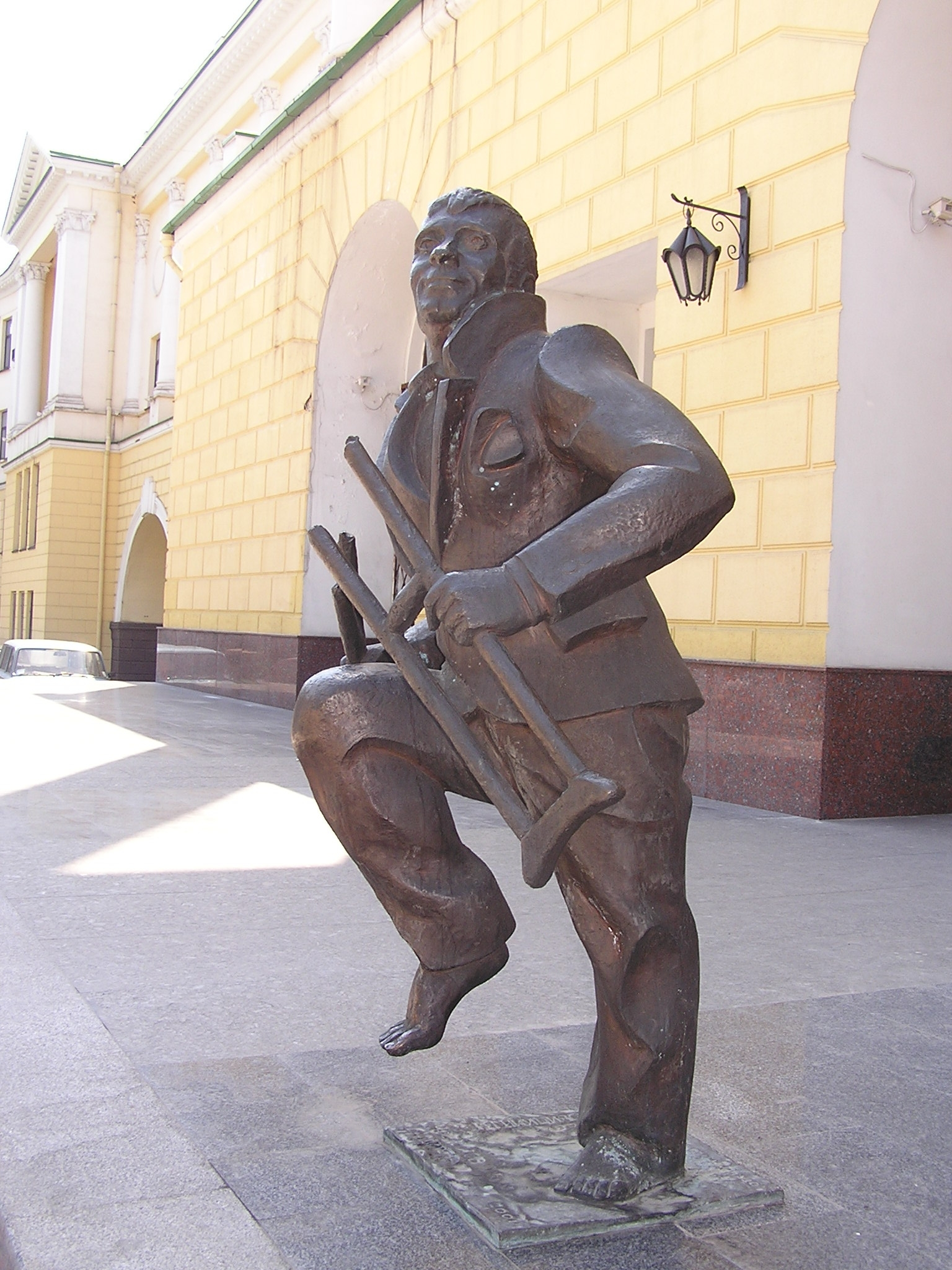
Пам'ятник зціленому хворому

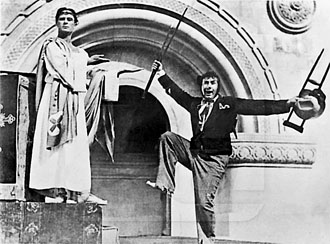
Кадр з фільму «Свято святого Йоргена»

Пам'ятник зціленому хворому встановлений в Донецьку, у Київському районі, перед Обласною травматологічною лікарнею, 2001 року. Автори пам'ятника — скульптори П. В. Чесноков і Ю. І. Балдін.
Пам'ятник зроблений із бронзи і має вигляд пацієнта, що залишає лікарню. Скульптура вмонтована у верхній майданчик сходів біля головного входу в будівлю Донецького інституту травматології і ортопедії. Висота скульптури — 180 см, за висотою вона не відрізняється від пацієнтів, які відвідують лікарні цими ж східцями.
Персонаж скульптури — чоловік, одягнений у костюм-трійку, з хусточкою в нагрудній кишені, у краватці, босоніж. Лівою ногою персонаж скульптури стоїть на верхній сходинці сходів, а права нога піднята вгору і напівзігнута в коліні. В руках у персонажа зламана милиця часів російсько-японської війни. Це сцена з радянського німого фільму «Свято святого Йоргена», коли шахраю у виконанні Ігоря Ільїнського, який вдає із себе хворого, інший шахрай (герой у виконанні Анатолія Кторова) наказує: «Зцілюйся, дубина!» і той ламає милицю об коліно.
Ініціатор встановлення пам'ятника — головний лікар обласної травматологічної лікарні Володимир Климовицький. Пам'ятник відлитий в центральних ремонтно-механічних майстернях.